# Craftsbury
Craftsbury és una població dels Estats Units a l'estat de Vermont. Segons el cens del 2000 tenia 1.136 habitants.

## Demografia
Segons el cens del 2000, Craftsbury tenia 1.136 habitants, 427 habitatges, i 301 famílies. La densitat de població era d'11,2 habitants per km².
Per edats la població es repartia de la següent manera: un 21% tenia menys de 18 anys, un 9,6% entre 18 i 24, un 24,6% entre 25 i 44, un 25,3% de 45 a 60 i un 19,6% 65 anys o més.
L'edat mediana era de 41 anys. Per cada 100 dones de 18 o més anys hi havia 90,3 homes.
La renda mediana per habitatge era de 34.453 $ i la renda mediana per família de 41.000 $. Els homes tenien una renda mediana de 21.875 $ mentre que les dones 24.375 $. La renda per capita de la població era de 17.185 $. Entorn de l'11,2% de les famílies i el 13,8% de la població estaven per davall del llindar de pobresa.